# 里奇蘭縣 (北達科他州)
里奇蘭县（英語：Richland County）是美國北達科他州東南角的一個縣，東鄰明尼蘇達州，南鄰南達科他州。面積3,744平方公里。根據美國2000年人口普查，共有人口17,998人。縣治沃帕頓（Wahpeton）。
成立於1872-1873年立法年度，縣政府成立於1873年11月25日。縣名紀念一位早期的殖民者Morgan T. Rich。